# Perisomena unicolor
Perisomena unicolor är en fjärilsart som beskrevs av Schultz. 1910. Perisomena unicolor ingår i släktet Perisomena och familjen påfågelsspinnare. Inga underarter finns listade i Catalogue of Life.